# Coteana
Coteana es una comuna ubicada en el distrito de Olt, Rumania.

## Superficie
Posee una superficie de 44,20 kilómetros cuadrados.

## Demografía
Hasta 2021 la población era de 2071 habitantes, con una densidad de población de 46,86 habitantes por kilómetro cuadrado.